# Eleonora Maria Rosalia von Liechtenstein
Eleonora Maria Rosalia od Lihtenštajna (Beč, 15. svibnja 1647. – Graz, 4. kolovoza 1703.) bila je kneginja iz dinastije Liechtenstein, kneginja od Eggenberga po udaji i autorica knjige kućanskih recepata.

## Život
Eleonora Maria Rosalia bila je najstarija kći kneza Karla Euzebija od Liechtensteina (1611. – 1684.) i njegove supruge Johanne Beatrix, rođene grofice od Dietrichsteina (preminula 1676). Dana 4. srpnja 1666. udala se u Brnu za kneza Johanna Seyfrieda von Eggenberga (1644. – 1713.), sina kneza Johanna Antona I. von Eggenberga (1610. – 1649.) i njegove supruge Anne Marije, rođene markgrofinje od Brandenburga (1609. – 1680.) Imali su nekoliko djece, uključujući prvog sina i očevog nasljednika, Johanna Antona II. von Eggenberga (1669. – 1716.) Par je najviše živio u dvorcu Eggenberg u blizini Graza.
Posebno se bavila njegom, pripravljanjem lijekova i prikupljanjem ljekovitih recepata. Za liječenje bolesti koje je opisivala predlagala je dijetetske mjere za koje je napisala i recepte. Svoja saznanja o liječenju i kuhanju, koje je smatrala blisko povezanima, je objavila 1686. i 1695. godine.

## Svojevoljno otvoren nar kršćanskog Samaritanca
Pod imenom Eleonora Maria Rosalia, vojvotkinja od Troppaua i Jägerndorfa, u Beču je 1695. prvi put objavljeno djelo s receptima narodne medicine, kućnim lijekovima i prehrambenim uputama, koje je izdao majstor tiskar Leopold Voigt, pod naslovom Svojevoljno otvoren nar kršćanskog Samaritanca. Ova zbirka, temeljena na Knjizi o kuhanju i lijekovima objavljenoj anonimno 1686., bila je vrlo uspješna te je nekoliko puta ponovno izdavana i dodatno revidirana. Dvanaesto izdanje objavljeno je 1741. godine u Beču. Poznati su i pretisci iz drugih gradova. Djelo je sadržavalo preko 1700 recepata. Četvrtom izdanju dodna je još jedna knjiga koja je sadržavala dodatnih 500 kuharskih recepata. Godine 1713. izdavač Thomas Fritsch u Leipzigu objavio je navodni “Drugi dio” Nara, no to djelo je zapravo napisao lajpciški liječnik Georg Adam Seelig. Ono je djelo također doživjelo nekoliko izdanja. Godine 1978. Nar je ponovno tiskan, u obliku faksimila.
Svojevoljno otvoren nar kršćanskog Samaritanca jedna je od ranih tiskanih graških kuharica koje su predstavljene na digitalnoj platformi  Sveučilišta u Grazu posvjećenoj kuharicama. Dopunjene su registrima, transkripcijama i glosarima štajerskog i austrijskog kulinarskog jezika.
Za Hrvatsku je djelo zanimljivo budući da je u njemu opisana torta Frankopan, nastala nakon pogubljenja Zrinskog i Frankopana.